# 尚維拉之家

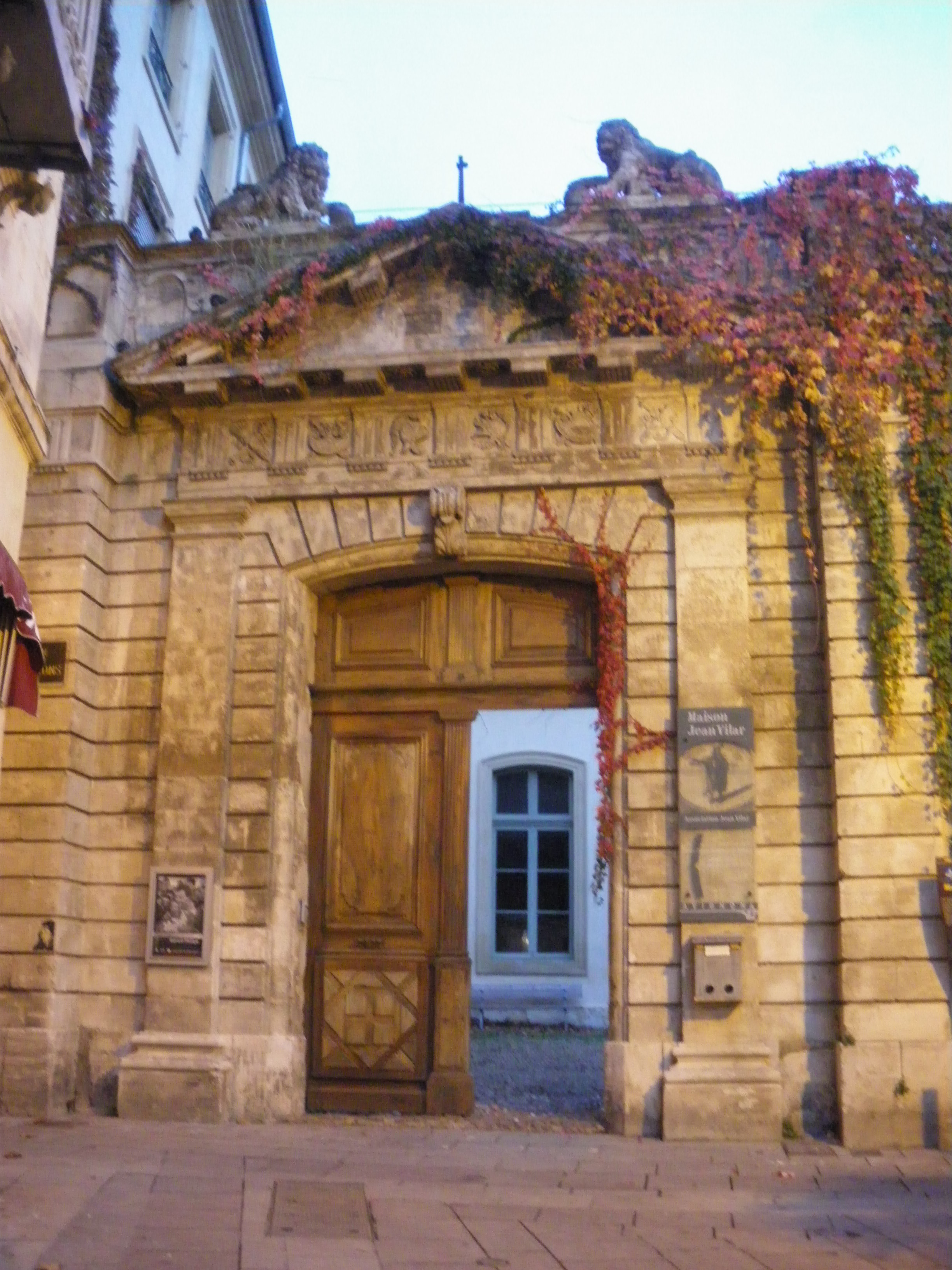

尚維拉之家（Maison Jean Vilar）位于法国阿维尼翁，成立于1979年7月18日，是一个纪念法国演员和导演让·维拉的场所，以及阿维尼翁节的表演场地。主办机构包括尚維拉协会、阿维尼翁市、法国国家图书馆以及文化和通讯部。.

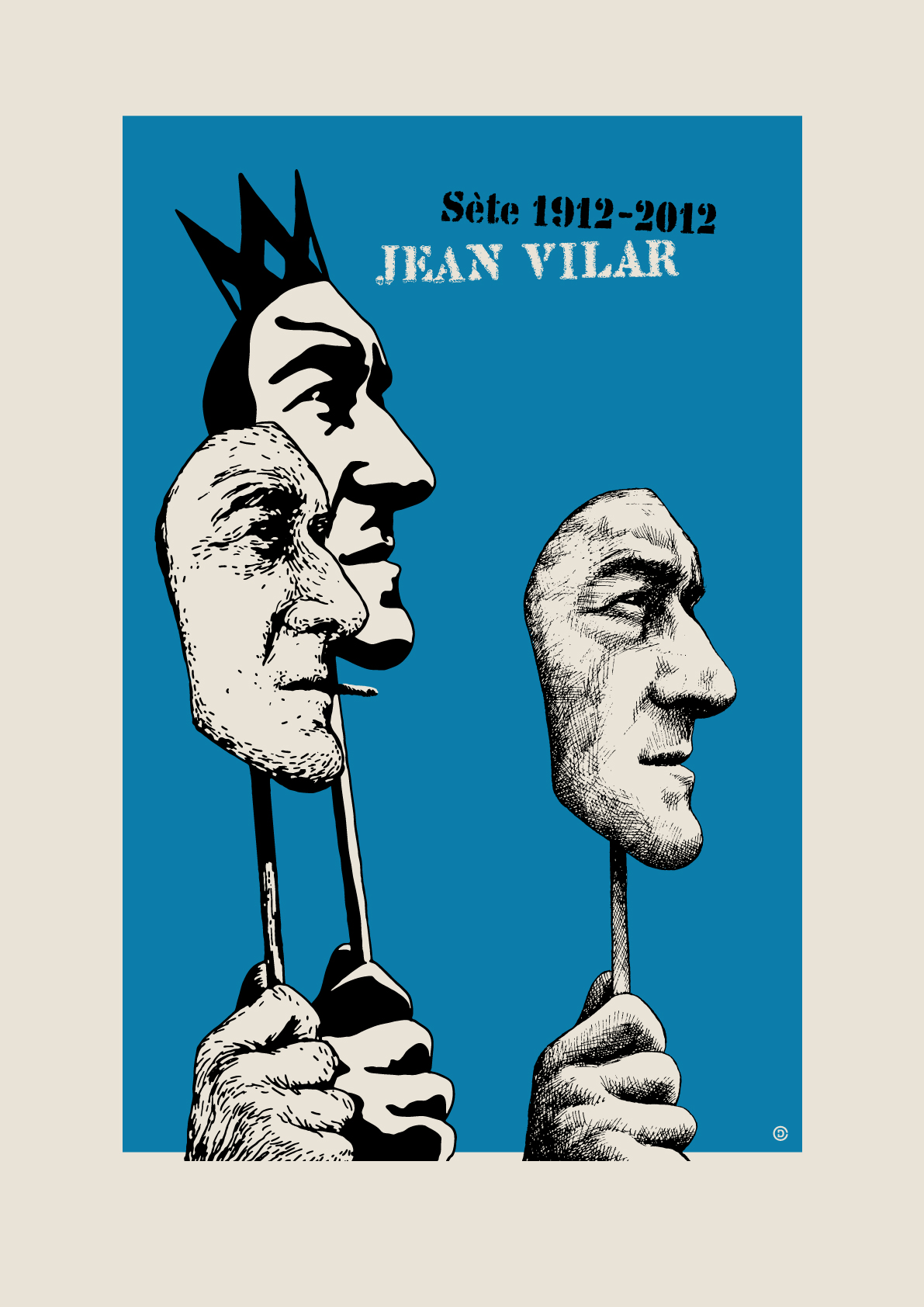

尚維拉之家开设于17世纪历史建筑Crochans府，位于蒙斯街8号，于1974年由阿维尼翁市收购。1972年，该建筑列为法国历史古迹。

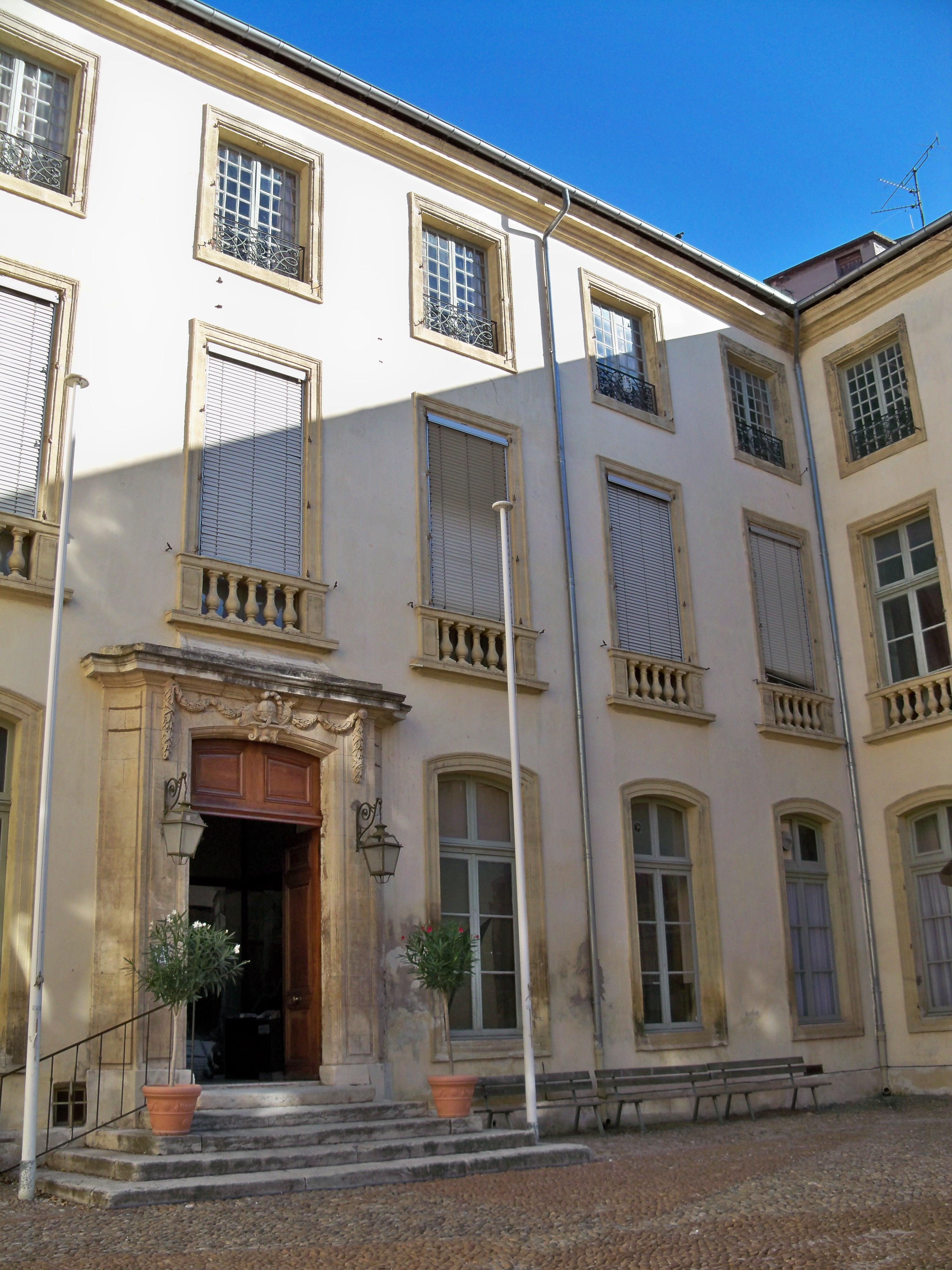